# Huracán Bud (2018)
El huracán Bud fue un fuerte ciclón tropical de categoría 4 que estuvo activo durante varios días sobre el Océano Pacífico. Fue la segunda tormenta nombrada, segundo huracán y también segundo huracán mayor después del huracán Aletta en la temporada de huracanes en el Pacífico de 2018. En su centro, que contó con un ojo bien definido llegó a concentrar vientos sostenidos de hasta 215 km/h (130 mph) por no hablar de la rachas que fueron aún más fuertes. Este huracán ha sido uno de los primeros y nueve huracanes mayores que se están registrando actualmente en esta hiperactiva temporada de ciclones en el Pacífico. Simplemente se formó a partir de un área desorganizada de tormentas que tuvo una rápida intensificación.

## Historia meteorológica
El 4 de junio, el Centro Nacional de Huracanes (NHC) comenzó a anunciar la posibilidad de un desarrollo tropical muy al sur de México desde un área de baja presión que se esperaba que se formara en días posteriores. Una onda tropical se desplazó hacia el oeste a través de América Central y hacia el extremo oriental del Pacífico a última hora del 5 de junio, acompañada de una masa desorganizada de chubascos y tormentas eléctricas. A pesar de los fuertes vientos de nivel alto, la perturbación comenzó a organizarse lentamente a última hora del 7 de junio. La convección profunda envolvió los semicírculos occidental y meridional de una circulación cada vez más definida, lo que llevó al Centro Nacional de Huracanes a designar una depresión tropical a las 21:00 UTC del 9 de junio mientras se encontraba a unas 365 millas (590 km) al sur de Zihuatanejo, Guerrero. A medida que la cizalladura del viento disminuyó, la salida del nivel superior mejoró y el ciclón recién formado se fusionó con varias bandas de convección intensa; se intensificó en tormenta tropical Bud seis horas después de la formación.
Con una cresta de nivel medio situada en gran parte de México, Bud desplazó generalmente hacia el noroeste durante los siguientes días. El patrón de nubes de la tormenta se organizó en una nubosidad central densa a principios del 10 de junio. y las imágenes de microondas mostraron la formación de un ojo de nivel medio. A mediados de condiciones ambientales favorables, el Centro Nacional de Huracanes observó una rápida intensificación como una posibilidad clara, especialmente a medida que el núcleo interno mejoraba en su estructura. A las 21:00 UTC del 10 de junio, un ojo harapiento se hizo aparente de manera intermitente en las imágenes satelitales visibles, y Bud se actualizó a un huracán de categoría 1 en consecuencia. Un período abrupto de intensificación llevó rápidamente al ciclón a la categoría 2 a las 06:00 UTC de la mañana siguiente, pero este proceso se estabiliza temporalmente a medida que el ojo se vuelve menos distinto. Bud finalmente alcanzó la intensidad de la Categoría 3 a las 12:00 UTC. A partir de entonces, el anillo de convección de la pared del ojo y la temperatura del ojo de la tormenta fluctuaron en intensidad. Después de mantener un ojo limpio durante varias horas, Bud alcanzó su intensidad máxima como un huracán mayor categoría 4 en la escala de huracanes de Saffir-Simpson, con vientos de 130 mph (215 km / h) y una presión barométrica mínima de 948 mbar (hPa; 28.00 inHg), a las 06:00 UTC del 12 de junio.
A pesar de que presenta oscilaciones trocoidales como es típico de huracanes mayores, Bud continuó moviéndose generalmente norte-noroeste después del pico. Progresivamente más frías valores del contenido de calor de agua y océano cerca de cero como resultado significativo surgencia océano debajo del ciclón, lo que lleva a una rápida reducción en la convección central. Bud se debilitó a un huracán de categoría 3 a las 15:00 UTC del 12 de junio. y luego se redujo aún más a la categoría 1 de intensidad de 03:00 GMT el 13 de junio como su ojo desapareció. Después de caer a una tormenta tropical a las 12:00 GMT, ese mismo día, el ciclón se estabilizó en fuerza tanto como el afloramiento del océano debajo de ella se calmó. Bud llegó a tocar tierra cerca de Cabo San Lucas, poco después de las 00:00 GMT el 15 de junio, con vientos de cerca de 45 mph (75 km/h), antes de progresar en el Golfo de California. La fuerte cizalladura del viento y la interacción de la tierra redujeron la tormenta a una depresión tropical a las 15:00 GMT, y seis horas más tarde, a un nivel remanente bajo al suroeste de México continental. El 16 de junio, el remanente de Bud se disipó.